# Minerve d'Arezzo
La Minerve d'Arezzo est une statue de bronze romaine, trouvée en 1541 à Arezzo lors du creusement d'un puits, près de l'église San Lorenzo (Arezzo) (it). D'autres fouilles dans cette même région, effectuées au début du XXIe siècle, ont mis au jour des vestiges d'une grande maison romaine.
Les circonstances de la découverte sont mal connues, et l'état de conservation d’origine de la statue n'est pas clair. Les premières restaurations en bronze, plâtre et bois, probablement effectuées dès le XVIe siècle, étaient probablement plus correctes que les actuelles, réalisées au XVIIIe siècle.
Concernant la datation, les avis divergent : vers 280/270 av. J.-C. ou les premières décennies de l'Empire (fin du Ier siècle av. J.-C.).
La hauteur de la statue est de 1,55 m.
Elle fait partie des collections du Musée archéologique national de Florence (Étage I, Salle XIV, n° 248).

## Historique et description
La statue en bronze de Minerve découverte en 1541 entre dix ans plus tard, dans la collection d'antiquités de Cosme Ier de Médicis : dès 1559, Minerve, déesse de la guerre et de la sagesse, décorait le bureau du duc.
En 1782, elle est exposée par l'antiquaire Luigi Lanzi avec les trois autres bronzes majeurs de la collection florentine - la Chimère, l'Arringatore et l'Idolino - dans le Corridore di Mezzogiorno de la galerie des Offices, où elle est restée jusqu'à la création, en 1890, du Musée archéologique national de Florence.
Le bras droit, depuis l'épaule, est une reconstruction réalisée
en bronze par le sculpteur Francesco Carradori (it) en 1785. Le geste oratoire semble similaire à celui de l'Arringatore.
Dans sa présentation antique d’origine, la Minerve d'Arezzo devait apparaître le bras tendu le long du torse et l'avant-bras levé, plié au coude, pour tenir une lance, attribut habituel de la déesse guerrière, armée du casque corinthien, relevé pour découvrir son visage, et de l'égide à gorgonéion sur la poitrine. Un chiton à plis épais et un grand himation complètent le vêtement.

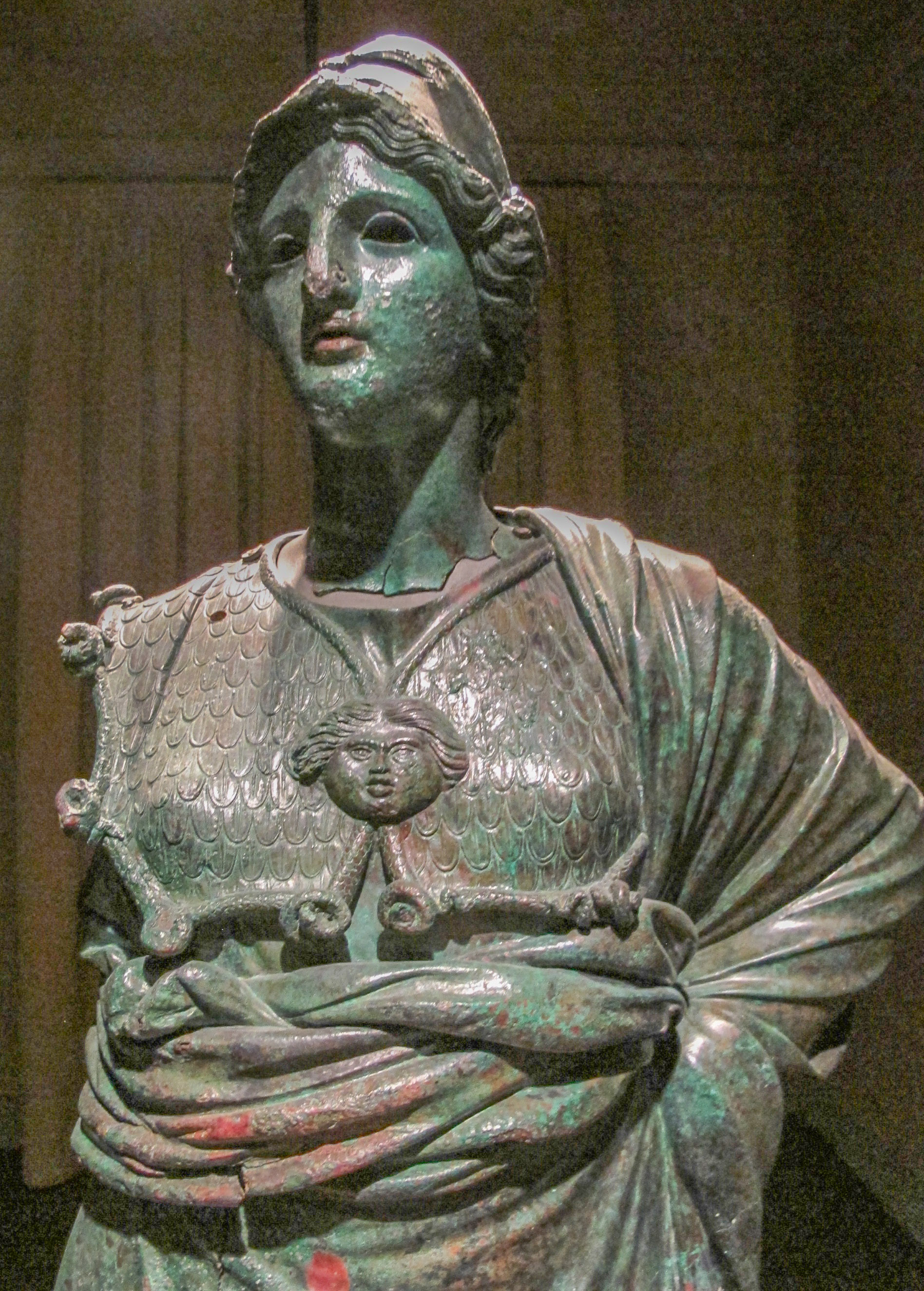
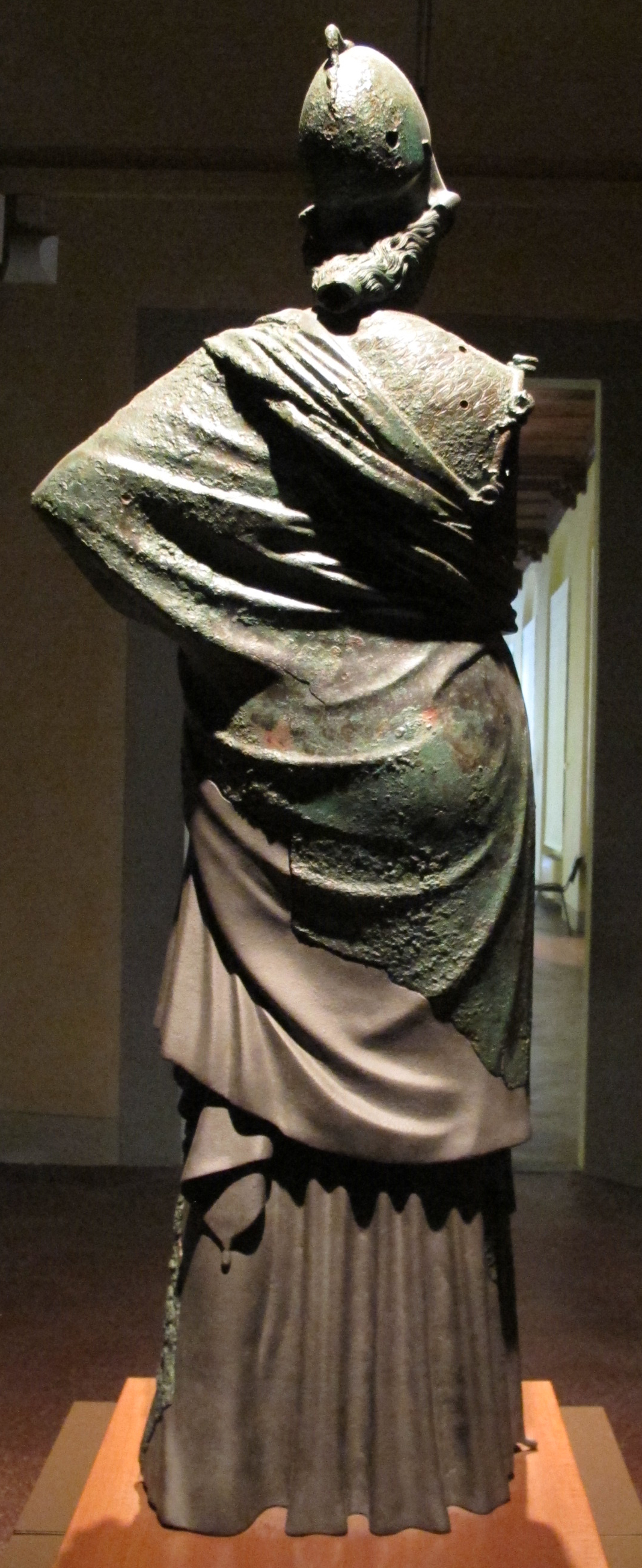
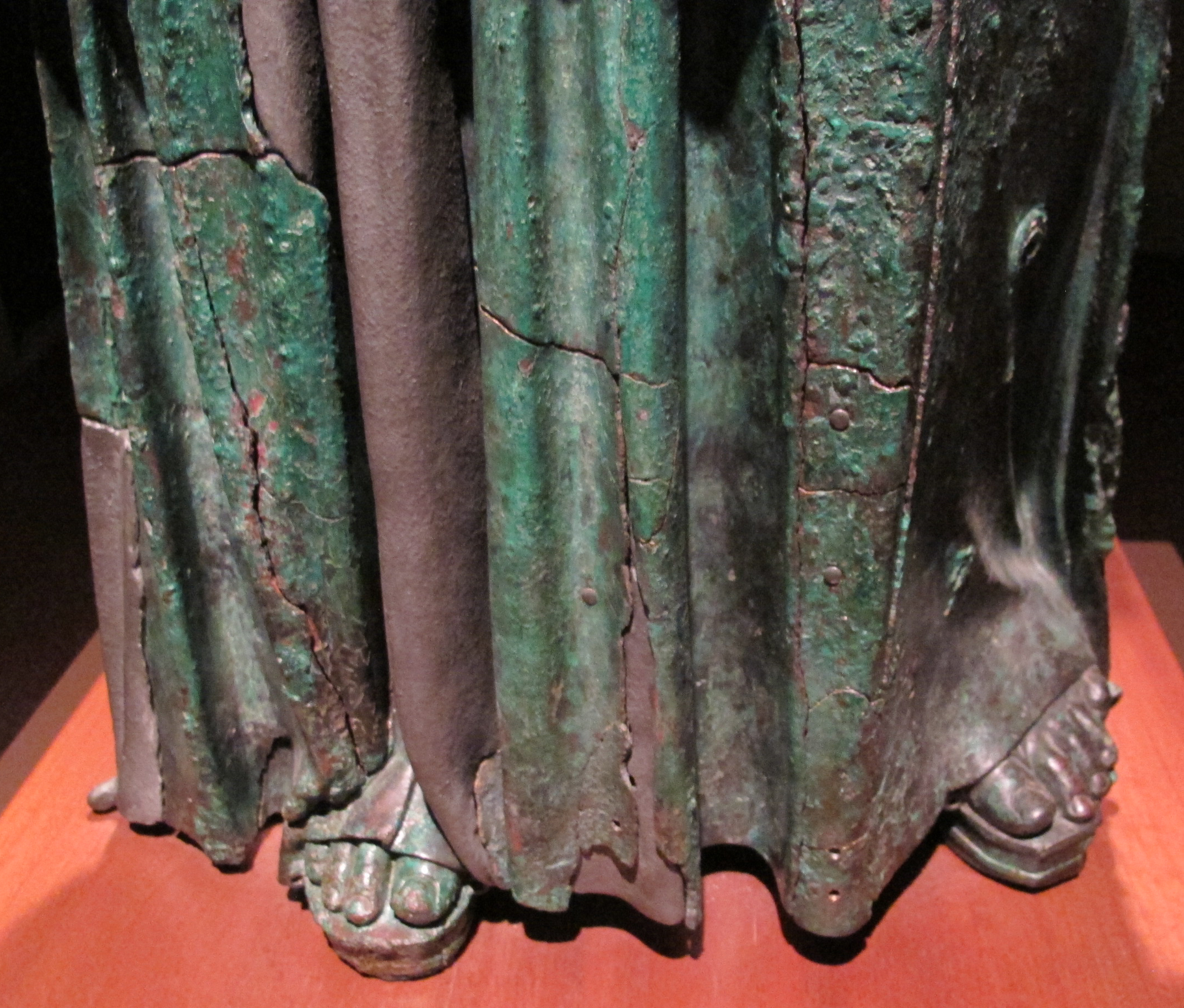
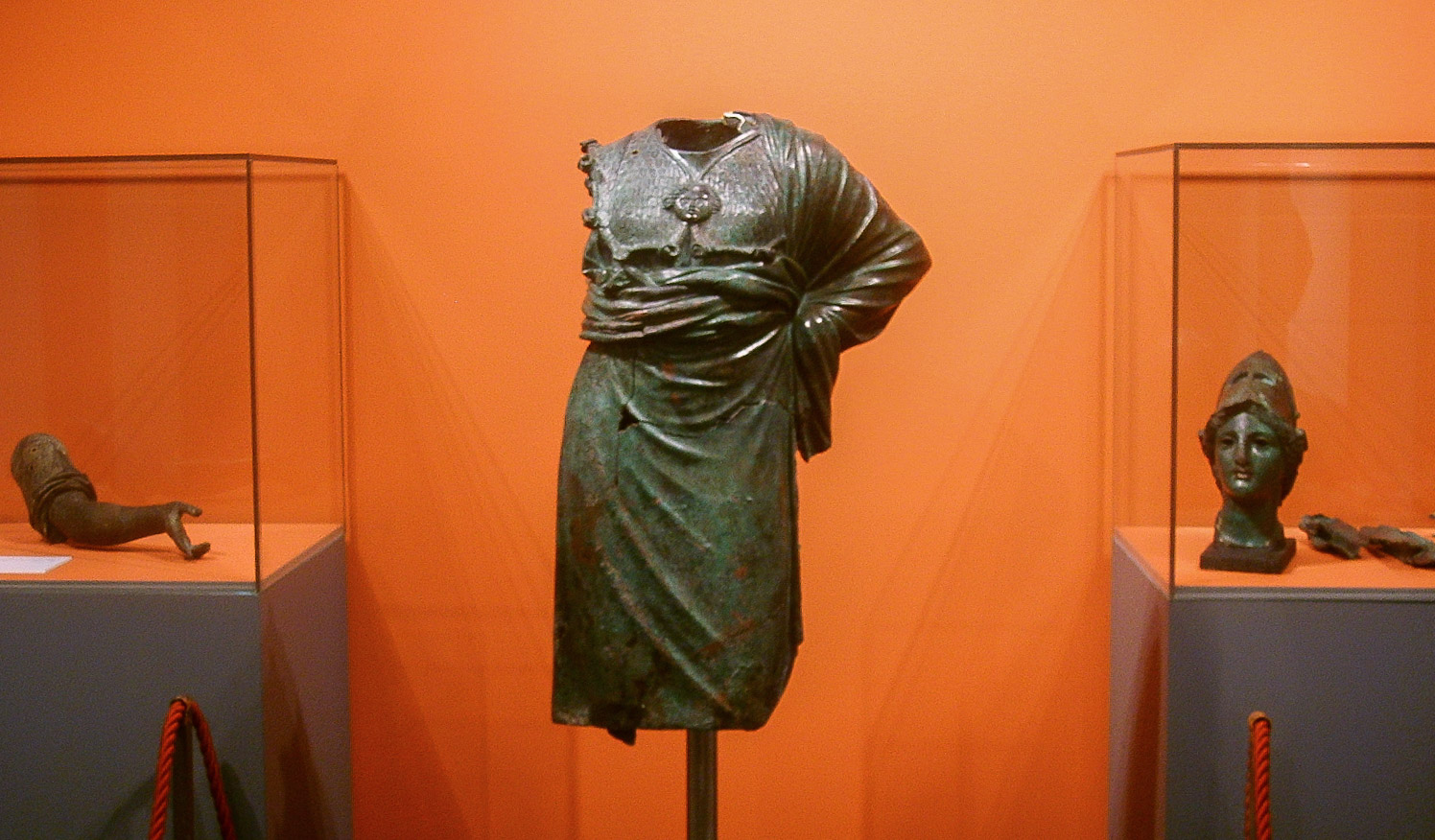
Présentation des éléments séparés, lors de la restauration de 2006.

## Hypothèses attributives
L'œuvre n'est vraisemblablement pas, comme Winckelmann l'avait pensé, un original grec de l'âge classique : il s'agit peut-être de l'original - ou plus vraisemblablement d'une copie romaine (du Ier siècle apr. J.-C.) - d'une variante hellénistique (vers 280-270 av. J.-C.) d'une statue de l'école praxitélienne de 340-330 av. J.-C., connue à au moins vingt-cinq exemplaires. Ceux-ci sont tous attribuables au type de la soi-disant Athéna Vescovali (musée de l'Ermitage), dérivé précisément d'un modèle praxitélien, peut-être l'Athéna de Mantinée, sculptée par Praxitèle dans le troisième quart du IVe siècle av. J.-C. (Pausanias, VIII 9.3).
Minerve, l’Athéna grecque, fille de Jupiter (Zeus) qui lui donna naissance de sa propre tête, est la déesse de sagesse, de l'intelligence, du travail humain et de la guerre. La déesse était vénérée presque partout dans l'Antiquité : en Grèce, en Étrurie (sous le nom de Menrva) et à Rome.
Des statues monumentales, en marbre ou en bronze, remplissaient la fonction de statues cultuelles dans les temples. À partir de l'époque hellénistique et surtout à l'époque romaine, elles étaient aussi fréquemment utilisées pour décorer des édifices publics ou privés, et dans le cas de Minerve, surtout pour rappeler son rôle protecteur de l'intelligence et des arts.

## Sources
1. 1 2 3 4 5 6  La Minerva di Arezzo, Superintendance archéologique de Toscane(archive)